# Recompens
Maria Recompens var ett tyskt kejserligt skepp som erövrades av svenska flottan 1632 och under namnet Recompens användes bland annat i 1644 års sjötåg och deltog i sjöslaget vid Kolberger Heide. Fartyget slutade sina dagar som brännare 1658.